# Adem (film)
Adem è un film del 2010 diretto da Hans Van Nuffel.

## Trama
Tom é un ragazzo di 17 anni che soffre di fibrosi cistica e quindi deve rimanere per periodi lunghi in ospedale per curarsi. In quei periodi fa amicizia con Jimmy, un ragazzo che lo aiuterà a rubare le medicine, e Xavier, dieci anni più di lui, che ha la stessa malattia (si sono visti da piccoli, all'inizio del film). Xavier ha ricevuto un'auto costosa dai suoi genitori e ha una ragazza, Anneleen (anche lei con la stessa malattia). Lei vuole un figlio, ma Xavier pensa che non sia opportuno  data la loro malattia e l'aspettativa di vita. Si lasciano e più tardi lei rimane incinta di un altro uomo: a differenza di Xavier è sano e non ha una malattia ereditaria come lei, pur non avendo alcun rapporto stretto con lui. Tom, Xavier e Anneleen fanno una gita in spiaggia. Nel frattempo, il fratello maggiore di Tom, Lucas, che ha la stessa malattia, ha un polmone disponibile per il trapianto.
Tom fa amicizia anche con Eline, una ragazza con una pericolosa malattia contagiosa ed è quindi ricoverata in ospedale in una stanza di isolamento. Hanno un contatto telefonico, combinato o meno con il contatto visivo su entrambi i lati di una parete di vetro. Il giorno della morte di Lucas, Tom entra nella stanza contrariamente al regolamento e si abbracciano. Tom viene rimproverato dal medico e viene obbligato a fare una quarantena fino a quando non si determina se è stato infettato. Non andrà al funerale di Lucas, ma successivamente si scopre che non è infetto, perché Eline è guarita e possono avere un contatto normale. Durante il primo incontro senza vetro tra di loro, Jimmy arriva. Tom non lo vuole mandare via e propone di fare qualcosa insieme. A Eline questo non piace e se ne va delusa. Non si parleranno per un po', ma riprenderanno i rapporti qualche tempo dopo.
Anche Tom è in lista d'attesa per un trapianto di polmone, ma quando diventa più grande in lui cresce il timore perché dopo un tale trapianto le condizioni mediche rimangono ancora critiche. Inoltre, Xavier può ricevere il successivo polmone disponibile (lo stesso tipo sarebbe adatto per entrambi). Sentendo che anche Xavier sta aspettando un polmone, ma non che Tom non voglia un trapianto, Jimmy tenta di uccidere Xavier in modo che Tom possa procurarsi un polmone prima: lo fa non solo per amicizia, ma anche perché guadagna bene dal continuo furto di medicinali, che può commettere grazie alla presenza di Tom in ospedale. Xavier gli dice che Tom non vuole un nuovo polmone e così si salva. Un giorno diventa disponibile un polmone, ma Xavier ha la febbre e quindi non può essere operato.

## Produzione
Il film è stato prodotto dalla A Private View, in collaborazione della Lemming Film. Gli effetti speciali sono stati creati invece dalla ACE Image Factory. Inoltre la AGeNT si è occupata degli effetti sonori post-produzione, mentre la Ace Digital House si è occupata generalmente nella post-produzione.

## Distribuzione
La pellicola è stata distribuita in diversi paesi, con titoli differenti:
- Belgio 8 settembre 2010 (distribuito dalla Kinepolis Film Distribution (KFD), dalla Bridge Entertainment Group in formato DVD, e dalla Film1 in TV)
- Francia 14 novembre 2010 (Amiens International Film Festival) Oxygène (distribuito dalla Premium Films[1])
- Francia 4 dicembre 2010 (Bordeaux Cinémascience Film Festival) Oxygène (distribuito dalla Premium Films)
- Francia 13 dicembre 2010 (Les Arcs International Film Festival) Oxygène (distribuito dalla Premium Films)
- USA 7 gennaio 2011 (Palm Springs Internation Film Festival) Oxygen
- Francia 31 gennaio 2011 (Annonay Film Festival) Oxygène (distribuito dalla Premium Films)
- Francia 25 marzo 2011 (Mamers en Mars Film Festival) Oxygène (distribuito dalla Premium Films)
- Repubblica Ceca 4 luglio 2011 (Karlovy Vary Film Festival)
- Francia 12 ottobre 2011 Oxygène (distribuito dalla Premium Films)
- Polonia Tlen
- Paesi Bassi Haaien moeten blijven bewegen (distribuito dalla Paradiso Entertainment)
- Canada (distribuito dalla Axia Films)

## Accoglienza
Il film riceve un'accoglienza positiva: sul sito IMDb riceve un punteggio di 7.2 su 10.

## Riconoscimenti
- Amiens International Film Festival (2010)
  - Miglior Film ad Hans Van Nuffel
  - Migliori attore per Stef Aerts
- Annonay International Festival of First Films (2011)
  - Premio della giuria "Lycéens" per Hans Van Nuffel
  - Premio della giuria "Grand" per Hans Van Nuffel
- European Film Awards (2011)
  - Miglior rivelazione per Hans Van Nuffel
- Film Festival Oostende
  - Miglior attrice non protagonista per Anemone Valcke
  - Nomination Miglior film per Hans Van Nuffel
  - Nomination Miglior canzone per Spinvis
  - Nomination Miglior attrice non protagonista per Marie Vinck
  - Nomination Miglior regia per Hans Van Nuffel
  - Nomination Miglior attore per Stef Aerts
  - Nomination Miglior attore non protagonista per Wouter Hendrickx
- Les Arcs European Film Festival (2010) 
  - Nomination Crystal Arrow per Hans Van Nuffel[3]
- Montréal World Film Festival  (2010) 
  - "Grand Prix des Amériques" per Hans Van Nuffel
  - "Prize of the Ecumenical Jury" per Hans Van Nuffel
- Palm Springs International Film Festival (2011)
  - Nomination "New Voices/New Visions Grand Jury Prize" per Hans Van Nuffel
- Festival internazionale del film di Roma (2010)
  - Alice nella città per Hans Van Nuffel[4]
- Zurich Film Festival (2010)
  - Nuovo talento per Hans Van Nuffel
  - Nomination "Golden Eye" per Hans Van Nuffel